# مارینا رافائل
مارینا رافائل (متولد مارینا رافائل-وگیاتزاکیس در سال ۱۹۹۸) یکی از اعضای نسل ششم خانواده سواروسکی و یک طراح مد است. او در سال ۲۰۲۲ در فهرست ۳۰ شخص زیر ۳۰ سال فوربز در رده هنر و فرهنگ قرار گرفت.
رافائل در آتن از پدری یونانی و مادری سوئیسی-اتریشی به دنیا آمد و بزرگ شد. او از نوادگان نسل ششم دانیل سواروسکی، بنیانگذار سواروسکی است. او قبل از تکمیل مدرک لیسانس در مدیریت بازرگانی در کینگز کالج لندن، از مدرسه بریتانیای سنت کاترین فارغ‌التحصیل شد.